# Hugo Eckener

Hugo Eckener (Flensburg, 10 augustus 1868 –  Friedrichshafen, 14 augustus 1954) was vanaf 1908 medewerker van de Luftschiffbau Zeppelin tijdens de jaren voor de Eerste Wereldoorlog.

## Biografie

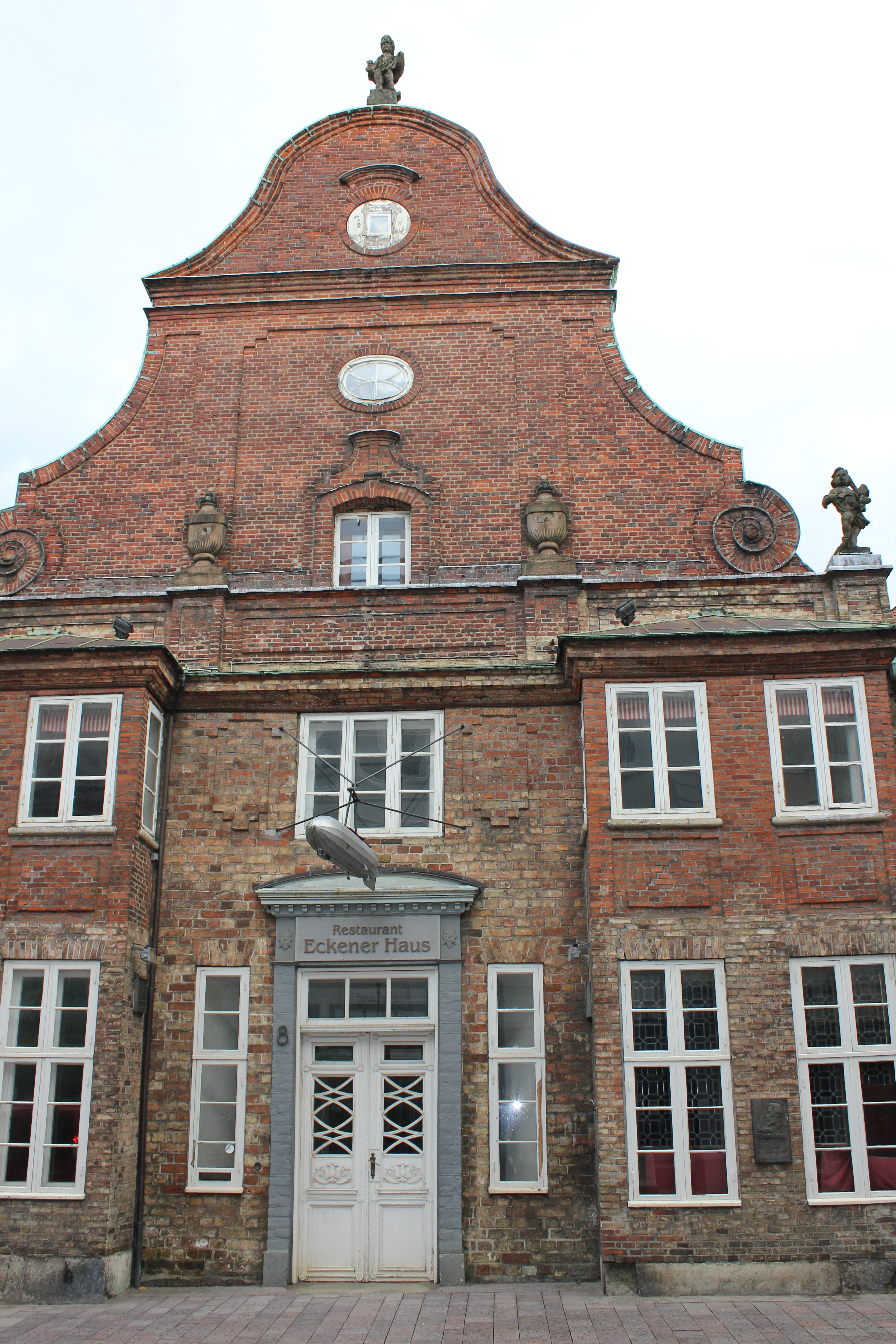
Eckener Haus (Flensburg)

Eckener werd geboren in Flensburg als het eerste kind van Johann Christoph Eckener van Bremen en Anna Lange, dochter van een schoenmaker. Hij had twee broers en twee zussen. In zijn jeugd noemde men hem een onverschillige student, hij bracht de zomer door met zeilen en de winter met schaatsen.  
Evenwel, in 1892 kreeg hij onder leiding van professor Wilhelm Wundt een doctoraat magna cum laude in de experimentele psychologie aan de Universiteit van Leipzig. Eckener begon zijn militaire dienst in het 86e Infanterie Regiment in Flensburg. In 1890 verhuisde hij naar Friedrichshafen. 
Eerst werkte Eckener als journalist en redacteur; hij was in augustus 1893 werkzaam voor de Flensburger Nachrichten. In oktober 1897 trouwde hij met Johanna, dochter van de uitgeversfamilie Maaß. Later werd hij correspondent van de Frankfurter Zeitung in 1905 en 1906, terwijl hij een boek schreef over de sociale gevolgen van het kapitalisme. 
In 1908 had hij een ontmoeting met Graaf von Zeppelin en behaalde in dat jaar zijn certificaat als ballonvaarder. In dienst van het luchtschipbedrijf maakte hij op 11 augustus 1914 een vlucht met het luchtschip Hansa boven Friedrichshafen. Na het uitbreken van de Eerste Wereldoorlog werd hij te Nordholz instructeur bij de opleiding van luchtschipcommandanten. 
Na het overlijden van Graaf von Zeppelin in 1917 werd hij de algemene directeur van het bedrijf. Eckener loodste in 1924 de LZ-126 (ook wel de ZR-3) op haar vlucht over de Atlantische Oceaan. Dit luchtschip, omgedoopt tot Los Angeles, was gebouwd voor de Verenigde Staten als onderdeel van herstelbetalingen. Hij werd daarna verantwoordelijk voor de bouw van de succesvolste luchtschepen van alle tijden. 
Hij was later de commandant van de beroemde Graf Zeppelin voor de meeste van de vluchten met dit luchtschip, met inbegrip van de eerste zeppelinvlucht rond de wereld in 1929, en op de polaire-exploratievlucht in 1931. Hij werd daarmee de meest succesvolle luchtschipcommandant in de geschiedenis. 
Eckener was voorzitter van de Zeppelin Company, toen het bedrijf het luchtschip de Hindenburg bouwde. De Hindenburg was bedoeld als de eerste van een grote vloot, maar dit plan werd al snel  verworpen na de ramp in Lakehurst, New Jersey (USA) op 6 mei 1937, na een trans-Atlantische vlucht, waarbij 36 mensen om het leven kwamen.
Als een antinazi was  Eckener in 1932 uitgenodigd om als gematigd politicus mee te doen aan de Duitse presidentsverkiezingen, maar omdat Paul von Hindenburg zich kandidaat had gesteld, trok Eckener zich terug. Omdat hij in de nazitijd bleef doorwerken met de luchtschepen, moest hij zich na de Tweede Wereldoorlog verantwoorden, maar werd gerehabiliteerd.